# Sarah Dawn Finer
Sarah Dawn Finer, née le 14 septembre 1981 à Stockholm, est une actrice et auteure-compositrice-interprète suédo-américaine.

## Biographie
Sarah est la fille de David Finer, médecin et écrivain anglais et de Francise Lee Mirro-Finer, thérapeute américaine. 
En 1988, elle obtient un rôle dans la série télévisée "Maskrosbarn" sur SVT. Elle tourna aussi dans quelques films et joua dans plusieurs comédies musicales, tels que Godspell et Rent.
À l'âge de 12 ans, elle chante dans un groupe de gospel appelé "One Voice", elle en sera membre pendant 7 ans.
À la même époque, elle étudia la musique à l'école Adolf Fredriks Musikklasser de Stockholm.
Sarah participe plusieurs fois au Melodifestivalen en 2007  et en 2009 et présente les éditions 2012 et 2019.
Lors de la finale du Concours Eurovision de la chanson 2013, elle interprète The Winner Takes It All du groupe ABBA, avant l'annonce des résultats.

## Discographie
Albums
- 2007: A Finer Dawn - #2 SWE
- 2009: Moving On - #1 SWE
- 2010: Winterland - #2 SWE

EPs
- 2005: Sarah Dawn Finer

Singles
- 2007: I Remember Love
- 2007: A Way Back To Love
- 2007: Stockholm By Morning
- 2008: Does She Know You
- 2009: Moving On
- 2009: Standing Strong
- 2010: Kärleksvisan
- 2010: I'll Be Your Wish Tonight